# Bibo (Treibstoff)

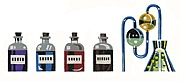
Gemische (Vignette Gasolin-tourentips, Bruno Bergner, 1958)

Benzin-Benzol-Gemische (kurz Bibo: Gemisch aus Benzin-Benzol) waren ab den 1920er Jahren ein Ottokraftstoff für Kraftfahrzeuge.

## Entstehung und Verwendung

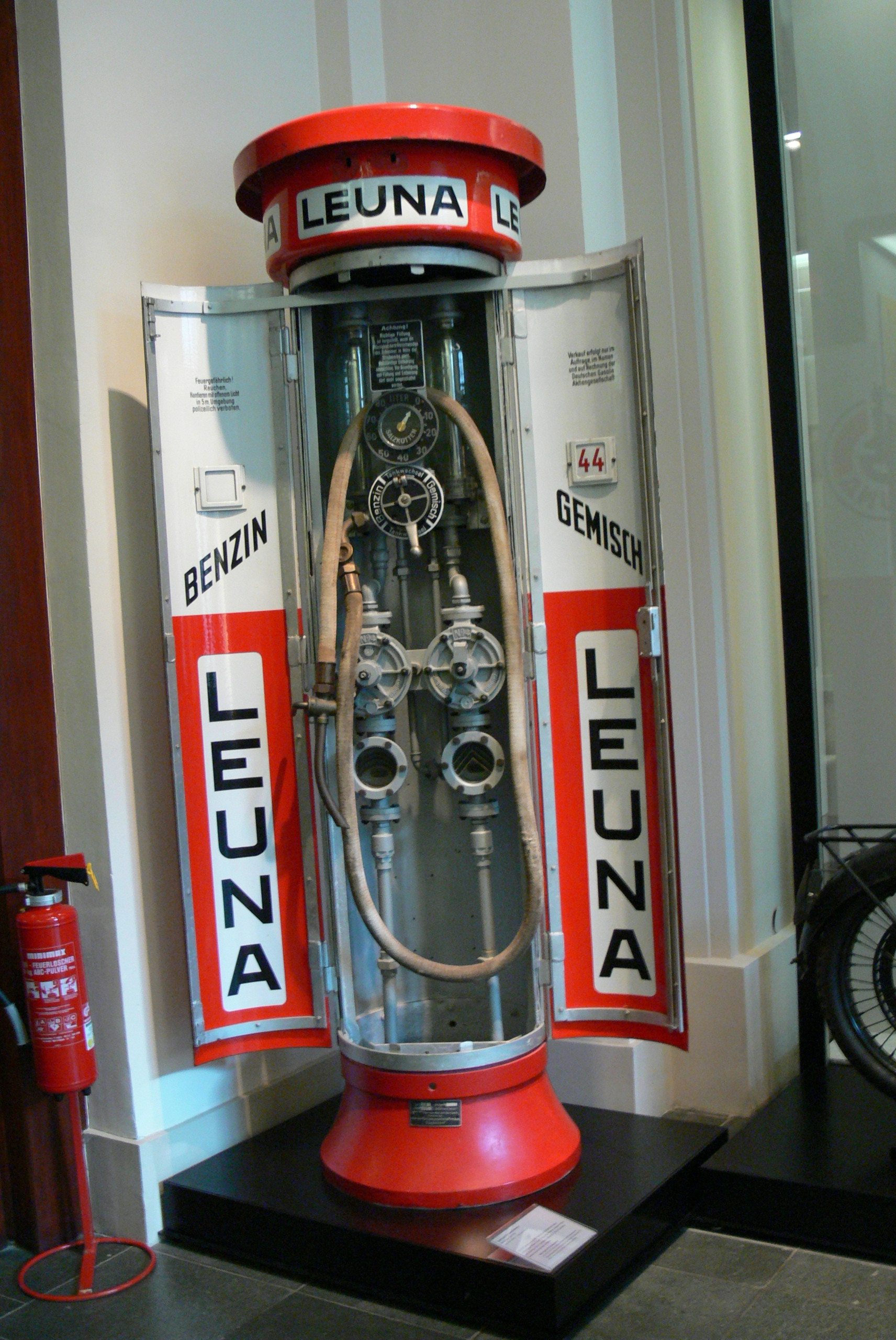
Leuna-Tanksäule mit Benzin und Gemisch (von um 1930)

Benzin war je nach Quelle und Herkunft Anfang des 20. Jahrhunderts von sehr unterschiedlicher Qualität (ab ca. 40 Oktan) und damit nicht sehr klopffest. Motoren-Benzol dagegen hatte als Ottokraftstoff im Vergleich zwar eine hohe Klopffestigkeit (99 ROZ, 91 MOZ), war jedoch vergleichsweise teuer, und die damit betriebenen Motoren verrußten sehr schnell. Daher wurde Benzol nur für spezielle Anwendungen als Ottokraftstoff verwendet.
Einen Ausweg aus dieser Schwierigkeit bot Anfang der 1920er Jahre das Benzin-Benzol-Gemisch: billiges Benzin und Benzol zur Erhöhung der Klopffestigkeit. 1923 kam in Deutschland von der OLEX ein erstes Bibo-Gemisch auf den Markt, das Olexin.
Bekannter wurde das im Jahre 1924 für den Benzol-Verband (BV) entwickelte Gemisch, das BV-Aral genannt wurde, da Benzol zur chemischen Gruppe der Aromaten und Benzin zu den Aliphaten gehört. Das Mischungsverhältnis war „6 Teile Benzin und 4 Teile Benzol“. Der BV nutzte diesen Weg, um als deutscher Benzolproduzent einen weiteren Vertriebsweg neben dem Verkauf an Farbenfabriken aufzubauen. Je nach Qualität des Basisbenzins (zwischen 40 und 60 ROZ) ergab sich für BV-Aral eine Oktanzahl zwischen 64 und 76 ROZ.
Um das Benzin für sein Aral zu bekommen, schloss der Benzol-Verband gegenseitige Lieferabkommen mit den anderen in Deutschland vertretenen (westlichen) Mineralölfirmen, die jedoch den Absatz von Aral auf 10.000 Tonnen im Jahr beschränkten. Während die Rhenania-Ossag ihr Bibo-Gemisch Dynamin anbot und die Deutsch-Amerikanische Petroleum Gesellschaft (DAPG) ihr Duolin (ab September 1928 als rot eingefärbtes Esso), war im Jahr 1926 das Absatzkontingent des Benzol-Verbandes nicht mehr groß genug. Die Benzin liefernden Mineralölfirmen stellten die Lieferungen ein und bezogen ihr Benzol aus England und Belgien.
Als Ausweg aus dieser Lage blieb dem Benzol-Verband nur ein Lieferabkommen mit der Sowjetunion über Lieferungen aus den entschädigungslos enteigneten Erdölfeldern bei Baku. Dies geschah über die Deutsche Vertriebsgesellschaft für Russische Ölprodukte AG (DEROP). Bis Anfang der 1930er Jahre konnte der BV seinen Marktanteil bei Ottokraftstoffen insgesamt auf ca. 25 % steigern.
In der Zwischenzeit verkauften weitere Tankstellenunternehmen Bibo-Gemische: Gasolin das Motorin, Oelhag das Rekordal oder die NITAG das Nital.
Die Unstimmigkeiten mit den anderen Kraftstoffvertrieben gipfelten Mitte der 1930er Jahre nach Einführung der Zwangs-Spiritus-Beimengung in Aussagen des BVs über seinen Deutschen Kraftstoff. Worauf die Antwort der DAPG auf einem Flugblatt war: „Deutsche Kraftstoffe? … Aral enthält: 45 % deutsches Benzol und deutschen Spiritus sowie 55 % Benzin ausländischer Herkunft. Esso enthält: 45 % deutsches Benzol und deutschen Spiritus sowie 55 % Benzin ausländischer Herkunft. Welcher Betriebsstoff ist nun nationaler?“.
Nachdem sich während des Zweiten Weltkriegs die Oktanzahlen der Kraftstoffe vor allem wegen der Entwicklung bei den Flugzeugmotoren erhöht hatten, plante der Benzol-Verband 1947/1948, durch Steigerung des Benzolanteils einen mit 80 ROZ noch hochwertigeren Treibstoff als die Wettbewerber auf den Markt zu bringen. Dieser Weiterentwicklungsweg stoppte nicht nur aufgrund der Einlassungen der anderen Wettbewerber, sondern auch wegen der sich abzeichnenden Optimierung von Superbenzin durch Additive. Heute ist diese hohe Konzentration von Benzol im Benzin aufgrund seiner Giftigkeit verboten.
Im Vergleich der Heizwerte liegt Superbenzin mit 8,9 kWh/l unter dem Wert von Bibo mit 9,3 kWh/l, der wiederum niedriger ist als der von Diesel-Kraftstoff mit 9,8 kWh/l.